# 蒙塔代 (热尔省)
蒙塔代（法語：Montadet）是法国热尔省的一个市镇，属于欧什区（Auch）隆贝县（Lombez）。该市镇总面积5.11平方公里，2009年时的人口为81人。

## 人口
蒙塔代人口变化图示